# فيكتور إيكبيبا
فيكتور نوسا إيكبيبا (بالإنجليزية: Victor Ikpeba)‏، من مواليد 12 يوليو 1973 في مدينة بنين في نيجيريا، لاعب كرة قدم نيجيري سابق.
بدأ مسيرته الكروية مع نادي أي سي بي في عام 1989، وفي عام 1989 انتقل إلى نادي ليغيوس البلجيكي، ولعب معهم حتى عام 1993، وشارك معهم في 79 مباراة وسجل 27 هدف، وفي عام 1993 انتقل إلى نادي موناكو الفرنسي، ولعب معهم حتى عام 1999، وشارك معهم في 169 مباراة وسجل 55 هدف، وفي عام 1999 انتقل إلى نادي بروسيا دورتموند الألماني، ولعب معهم حتى عام 2001، وشارك معهم في 30 مباراة وسجل 3 أهداف، وفي موسم 2001/2002 انتقل إلى نادي ريال بيتيس الإسباني، ولعب معهم 3 مباريات، وفي موسم 2002/2003 انتقل إلى نادي الاتحاد الليبي، وفي موسم 2003/2004 انتقل إلى نادي تشارلروي البلجيكي، ولعب معهم 15 مباراة وسجل 5 أهداف، وفي عام 2005 انتقل إلى نادي السد القطري.
و قد بدأ باللعب مع منتخب نيجيريا لكرة القدم في عام 1992 وحتى عام 2002، وشارك معهم في 30 مباراة وسجل 3 أهداف.

## روابط خارجية
- فيكتور إيكبيبا على موقع الاتحاد الدولي (مؤرشف)  (الإنجليزية)
- فيكتور إيكبيبا على موقع قاعدة بيانات كرة القدم.إي يو (الإنجليزية)
- فيكتور إيكبيبا على موقع بيانات كرة القدم. دي إي (الألمانية)
- فيكتور إيكبيبا على موقع ناشيونال فوتبول تيمز (الإنجليزية)
- فيكتور إيكبيبا على موقع Soccerway.com (الإنجليزية)
- فيكتور إيكبيبا على موقع عالم كرة القدم.نت (الإنجليزية)
- فيكتور إيكبيبا على موقع كووورة
- فيكتور إيكبيبا على موقع أوليمبيديا (الإنجليزية)